# Sigi Schmid
Sigi Schmid (Tübingen, 1953. március 20. – Los Angeles, 2018. december 25.) német-amerikai labdarúgóedző.

## Pályafutása
1972 és 1975 között a UCLA Bruins főiskolai csapatában szerepelt. Ugyanitt 1980 és 1999 között edzőként tevékenykedett.
1998–99-ben és 2005-ben az amerikai U20-as válogatott szövetségi kapitánya volt. 1999 és 2004 között az LA Galaxy, 2006 és 2008 között a Columbus Crew, 2009 és 2016 között a Seatlle Sounders, 2017–18-ban ismét az LA Galaxy vezetőedzője volt.

## Sikerei, díjai
- Az év edzője az MLS-ben – MLS Coach of the Year Award (1999, 2008)[2]
- National Soccer Hall of Fame (2015)[3]

### Edzőként
Los Angeles Galaxy
- CONCACAF-bajnokok ligája
  - győztes: 2000
- MLS-kupa (MLS Cup)
  - győztes: 2002
- MLS Supporters' Shield
  - győztes: 2002

 Columbus Crew
- MLS-kupa (MLS Cup)
  - győztes: 2008
- MLS Supporters' Shield
  - győztes: 2008

 Seattle Sounders
- MLS Supporters' Shield
  - győztes: 2014